# Synagoge (Smotrytsch)

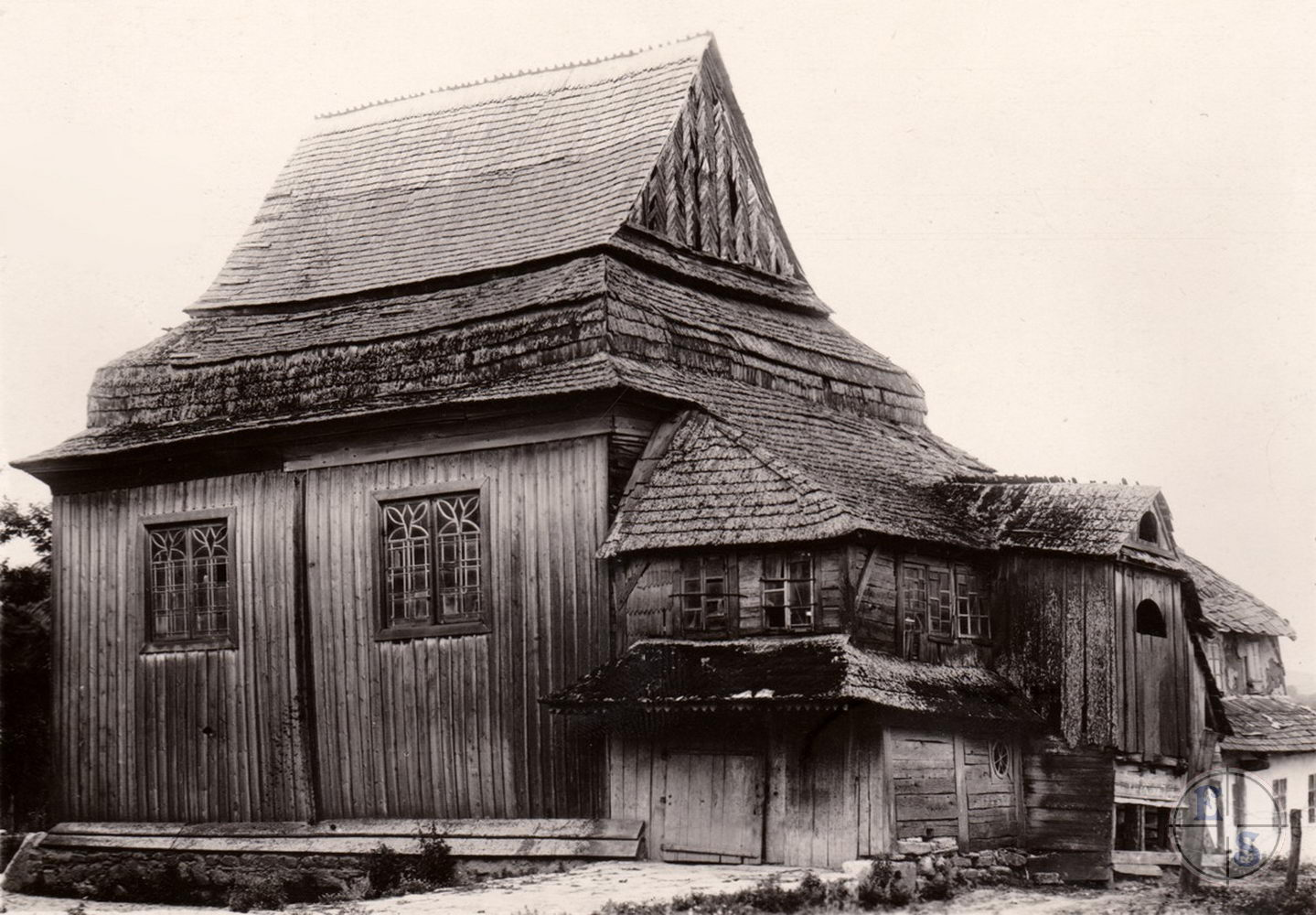
Hölzerne Synagoge in Smotrytsch 1930

Die Mitte des 18. Jahrhunderts erbaute hölzerne Synagoge in Smotrytsch, einem Ort in der Oblast Chmelnyzkyj in der Ukraine, war typisch für hölzerne Synagogengebäude in Podolien. Sie wurde im Zweiten Weltkrieg nach der Besetzung durch deutsche Truppen niedergebrannt.

## Geschichte
Das Baujahr ist nicht gesichert. Es wird mit 1745 angegeben, aber auch um die Jahrhundertwende vom 17. zum 18. Jahrhundert.
Vermutlich bestand das Gebäude ursprünglich lediglich aus der quadratischen Haupthalle. Im Laufe der Jahre wurden im Westen und Süden an den Seiten mehrere Anbauten hinzugefügt. Hier wurden teilweise auch Backsteine verwendet.

## Architektur
Der Boden des Hauptraums lag drei Stufen tiefer als die äußere Umgebung. Der Anbau im Westen war zweigeschossig; vermutlich unten das Vestibül und ein weiterer Raum für die Kehillah sowie darüber der Raum für die Frauen. Ebenso könnte der Anbau im Süden für die Frauen gewesen sein. An den Außenseiten befanden sich je zwei rechteckige Zwillingsfenster.
Das Dach des Hauptraums war dreistufig; die beiden unteren Stufen waren Walmdächer und die oberste war ein Giebeldach. Im Inneren war in das Dach eine achteckige Kuppel eingebaut. Diese war (ebenso wie die Wände) mit farbigen Bildern reich verziert.
In der Raummitte stand die Bima auf einem achteckigen Podium. Sie war von einer Balustrade umgeben.
Der Toraschrein an der Ostwand war dreistufig und ragte in die Kuppel hinein.